# Glacier de Fee
Le glacier de Fee (en allemand : Feegletscher) est un vaste glacier alpin situé au-dessus de Saas Fee sur le flanc est du massif des Mischabels dans les Alpes valaisannes. Il mesure environ 5 km de longueur, pour une largeur à son sommet de 6 km, interrompue par quelques saillies rocheuses. Sa superficie est de 17 km2.
Le glacier se divise en Nord-Feegletscher (également dénommé Kleiner Feegletscher) et en Süd-Feegletscher (également dénommé Grosser Feegletscher).

## Morphologie

### Partie nord
Sa partie nord débute au-dessous du flanc abrupt du massif des Mischabels, à une altitude de 3 400 à 3 800 m. Son inclinaison atteint à certains endroits plus de 50 %, où sa surface est très fissurée. Il s'épanche alors pendant près de 2 km dans une gorge étroite de seulement 200 à 300 mètres de largeur, et sa langue atteint l’altitude de 1 950 mètres. En 1954 elle fut ensevelie par un glissement de terrain que le glacier surmonta pendant son accroissement au cours des 30 années suivantes. Depuis 1988, le glacier se rétrécit cependant à nouveau, parfois de manière rapide.

### Partie sud
Sa partie sud débute sur les flancs nord et nord-est respectivement de l'Allalinhorn (4 027 m) et de l'Alphubel (4 208 m). Il se dirige vers le nord-est et se divise en plusieurs langues à une altitude de près de 2 500 mètres.

### Bassin du Rhône
Ses deux parties irriguent la Feevispa, un torrent alimentant la Saaser Vispa, dont les eaux alimentent la vallée de Saas avant de se déverser dans le Rhône.

## Histoire

Évolution du glacier en mètres. En vert, les différences de longueur cumulées. En rouge, les variations de longueur annuelles.

À l’apogée du Petit âge glaciaire, au XIXe siècle, le glacier atteint parfois le fond de la vallée de Saas, juste à l’arrière de Saas Fee, au lieu-dit Gletscheralp encerclé par les deux coulées de glace.

## Station de ski d’été

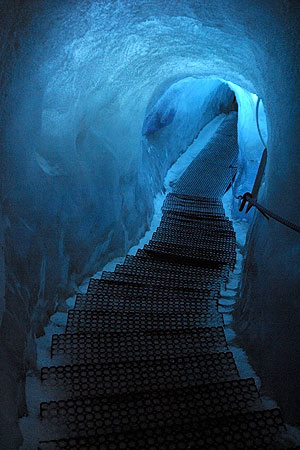
La grotte de glace.

Grâce au glacier, la station de Saas-Fee peut offrir aux touristes le deuxième plus important domaine de ski alpin d’été de Suisse, après celle de Zermatt. Les pistes skiables sont atteintes par deux téléphériques en hiver, et par un seul en été.
Le téléphérique d’hiver mène à la Längfluh (2 870 m), en passant au-dessus de Gletscheralp.
L’autre, ouvert toute l’année, mène au Felskinn (2 989 m) et rejoint le funiculaire souterrain Métro Alpin jusqu’à la station Mittelallalin à une altitude de 3 454 mètres. Des remontées mécaniques situées sur le Süd-Feegletscher assurent le service même pendant l’été.
La grotte de glace (Eisgrotte), probablement la plus spacieuse du monde, permet aux touristes de se familiariser avec le glacier.